# 清东陵
40°11′09″N 117°38′20″E / 40.185747°N 117.638961°E
清东陵（转写：dergi ergi munggan）坐落在中华人民共和国河北省遵化市境西北部马兰峪的昌瑞山一带，西距北京市区125公里，距离天津150公里，是清朝三大陵园中最大的一座。整座陵园共有5座帝陵，4座后陵，5座皇妃陵寝，8座皇子陵寝，4座奶妈坟，1座贞官墓和1座穆公墓，其中部分皇子陵寝分布于天津市境内。这些陵寝均建造于清朝年间，整座陵园的最后的2位墓主人下葬于1935年。清东陵在清朝存续期间一直都有专门的机构主持祭祀，也有专门的部队对陵寝及其周边进行护卫。清朝灭亡后，清东陵的保护机构已经无力守卫整座陵园，这导致清东陵在1952年前多次遭到抢掠和盗掘，其中以1928年时孙殿英制造的盗案规模最大，破坏也最为严重。中华人民共和国成立后，清东陵重新得到了专门机构的保护，该机构的保护范围经历过多次变化。1961年，清东陵被列为全国重点文物保护单位，2000年11月30日被列入世界文化遗产。2001年1月，清东陵被列为国家4A级旅游景区，其中孝陵、景陵、裕陵、昭西陵、菩陀峪定东陵、裕妃园寝六处陵寝可供游客参观。2015年10月，清东陵所在的唐山清东陵景区被国家旅游局列为5A级旅游景区。

## 历史

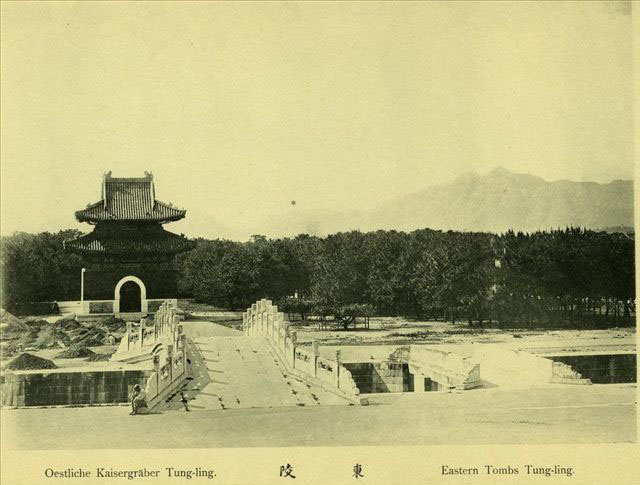
1900年的清东陵

关于清东陵内的第一座陵的陵址来历是有争议的:2，一说是在清顺治年间，順治帝在遵化打猎时亲自选定了这片陵址；也有说法称这片陵址是由汤若望等人制定下来的，并且这次制定直接影响了汤若望案的走向；也有研究认为清东陵的选址是沿袭了当年明崇祯帝朱由检的选择决定，在崇祯年间誠意伯劉伯溫第14代孫劉孔昭及道士張甲曾為朱由检选定陵址，地点即为昌瑞山。康熙二年（1663年），清孝陵正式建成。为了所谓的“压龙脉”一说，清政府专门扒掉了清东陵附近的长城及其附属建筑，代之以清东陵自己的防卫性建筑，同时陵区内是否有残存的庙宇或庙宇基址也在建陵前的勘查范围之内，一经发现立刻清除，并最终清除了陵区内除一座二郎庙之外的全部民建庙宇。在清朝统治期间，陵区内严禁非皇室人员在此修庙、打柴、供神、埋坟，并将陵区内的原有居民全部驱逐:2。整个陵区设有重兵把守，并在陵区之外分设红桩960根、白桩960根、花岗岩石碣10块和青桩1000余根，用以标明陵址区域，误闯入陵址范围的平民甚至有可能被就地处决。此后，在清朝统治时期，先后有康熙帝、乾隆帝、咸豐帝、同治帝葬于清东陵，其余的皇帝则由于未能在清东陵找到自己合适的位置（雍正帝）、遵循兆葬之制（嘉慶帝）、修造时地宫进水（道光帝）、驾崩后匆忙建陵（光緒帝）等缘故而改葬在清西陵:94;146;166;193。清东陵的每座帝陵均有与之相应的皇后陵或妃园寝:44-53;95-99，最晚一座于1935年下葬。
清帝逊位后，由于相关部门财力不济，导致清东陵的守陵人对陵墓监守自盗的现象屡禁不绝。1921年，北洋政府直隶省省长曹锐下令在东陵所在地设立垦殖局，将东陵地区的树木盗伐一空。1926年第二次直奉大战期间，张宗昌率部占据清东陵，并将陵上的铜鹿、铜鹤、铜缸等全部搬走，仅金银器就装了几十大车。1928年1月5日，载涛、载泽以及载瀛向中华民国国务院递交书函，称景妃陵、惠妃陵、理密亲王园寝遭地方武装盗掘；3月，清室驻津办事处向张作霖致函称淑慎皇贵妃园寝遭到盗掘，相关盗贼后于5月被抓获。6月，因军饷遭严重克扣，孙殿英以“军事演习”的旗号，对清东陵当中的裕陵和菩陀峪定东陵进行大规模盗掘，其他陵墓的隆恩殿当中的贴金也几乎全部被盗走。盗掘后，孙殿英对外宣称是报祖上孙承宗之仇，并将其中部分盗取的宝物贿赂宋美龄、孔祥熙等人，案件查办最终不了了之，寓居天津的溥仪只得自行将被挖出的遗骨重新安葬。该事件史称“东陵事件”，国民政府不追究孙殿英的责任，并最终导致溥仪和国民政府完全决裂，这是溥仪和日本人合作成立满洲国的重要原因之一:199-202。
1931年九一八事变之后，侵华日军和满洲国军以给溥仪看守祖陵为名，占据了清东陵地区，并设立了“东陵办事处”，对陵寝实施保护，栽植松柏风景树，举行简单的祭祀活动，在一定程度上抑制了对东陵的破坏。1945年抗日战争胜利后，“东陵办事处”被取缔，日军势力撤出东陵一带，清东陵的管理再次出现真空:151,206。
1945年9月起，当地盗墓惯犯王绍义为首的一伙土匪开始疯狂盗掘清东陵，先后洗劫了定陵、定东陵、定陵妃园寝、孝东陵等。同年底，时任中共冀东军区十五分区对敌工作部部长张尽忠，被王绍义以盗得的墓葬品买通后，把盗陵冠以“斗争皇上大地主”、“帮助群众度过饥荒”之名，广泛动员陵寝地宫的知情者、会用雷管炸药的能人加入，还拉拢了蓟遵兴联合县八区区长介儒。张尽忠把参与盗陵的人员集中起来，各有分工。每次盗陵，都在陵寝周边5华里设置警戒哨，由持枪民兵负责看守，然后由青壮年劳动力负责挖开地宫入口，进入券门。从1945年底到1946年1月，总计超过千人的盗陵队伍把清东陵除孝陵之外的其它帝陵全部盗空，大部分皇妃陵也遭到了盗掘。其他当地的土匪也在1945至1950年期间对陵墓进行了多次盗掘。首犯张尽忠1946年初夏被国民党军统特务在唐山抓获，1948年在北平地方法院看守所病死；1951年，潜逃多年的王绍义落网，并被判处死刑。1952年，中华人民共和国政府成立了清东陵文物保护所对清东陵陵区加以保护，盗墓现象才被遏制。

## 陵墓列表

### 帝陵
| 埋葬帝王   | 陵名   | 下葬时间 |
| ---------- | ------ | -------- |
| 清世祖福临 | 清孝陵 | 1662年   |
| 清圣祖玄烨 | 清景陵 | 1723年   |
| 清高宗弘历 | 清裕陵 | 1799年   |
| 清文宗奕詝 | 清定陵 | 1865年   |
| 清穆宗载淳 | 清惠陵 | 1879年   |

### 皇后陵墓
| 埋葬皇后       | 所葬陵墓     | 下葬时间 | 备注                                                      |
| -------------- | ------------ | -------- | --------------------------------------------------------- |
| 孝庄文皇后     | 昭西陵       | 1687年   |                                                           |
| 孝惠章皇后     | 孝东陵       | 1717年   | 陵内同葬有7个妃、4个福晋和17个格格:24                     |
| 孝康章皇后     | 清孝陵       | 1662年   | 其皇太后位为清圣祖所尊                                    |
| 孝献皇后       | 清孝陵       | 1662年   | 其皇后位为清世祖追赠                                      |
| 孝诚仁皇后     | 清景陵       | 1681年   |                                                           |
| 孝昭仁皇后     | 清景陵       | 1681年   |                                                           |
| 孝懿仁皇后     | 清景陵       | 1689年   |                                                           |
| 孝恭仁皇后     | 清景陵       | 1723年   | 其皇太后位为清世宗所尊                                    |
| 孝贤纯皇后     | 清裕陵       | 1752年   |                                                           |
| 孝仪纯皇后     | 清裕陵       | 1775年   | 其皇后之位为清高宗在禅位之际所追赠                        |
| 皇后辉发那拉氏 | 清裕陵妃园寝 | 1766年   | 位于裕陵妃园寝内，棺椁在纯惠皇贵妃右侧，没有自己的神位:79 |
| 孝德显皇后     | 清定陵       | 1865年   | 在清文宗即位前一个月去世，其皇后头衔为死后追赠            |
| 孝贞显皇后     | 普祥峪定东陵 | 1879年   |                                                           |
| 孝钦显皇后     | 菩陀峪定东陵 | 1908年   | 其皇太后位为清穆宗所尊                                    |
| 孝哲毅皇后     | 清惠陵       | 1879年   |                                                           |

## 整体布局

清东陵主要陵寝位置示意图

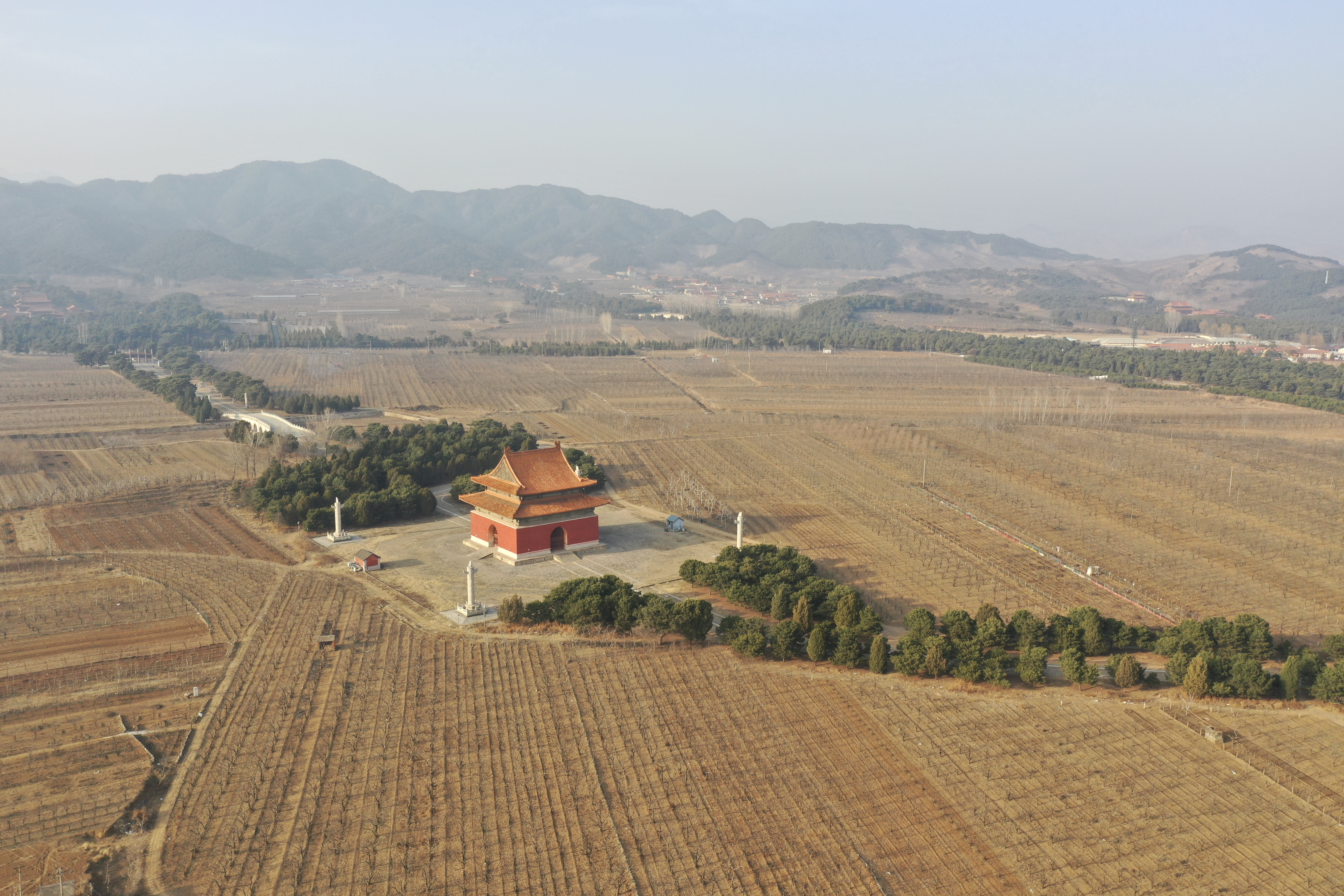
清东陵南侧的大碑楼

清东陵陵区位于河北省唐山市遵化县境内，北靠昌瑞山、东临鹰飞倒仰山、西临蓟县黄花山、南抵金星山，最南侧由天台山和烟墩山组成天然陵口，整座陵区的水系全部从这座山口内汇集而出:1。整个陵区以昌瑞山主峰下的孝陵为中轴线，沿东西走向依山而建，总体布局为前陵后寝，建有殿宇、宫墙、宝城、地宫、明楼等一系列建筑。通往各座帝陵的神路上，还建有石牌坊、神功圣德碑楼、多孔石拱桥以及石像生等:2。整座陵区由580多个单体建筑组成，以孝陵为核心，自西向东依次为定陵、定陵妃园寝、普祥峪定东陵、菩陀峪定东陵、裕陵妃园寝、裕陵、孝陵、孝东陵、景陵、景陵妃园寝、景陵双妃园寝、惠陵妃园寝、惠陵，最南侧的陵区大红门之外则是孝庄文皇后的昭西陵。昌瑞山以北则为风水禁地:2。
在清东陵风水墙之外，分布着一处太子陵寝和一处公主陵寝，前者为清高宗太子陵，全称为端慧皇太子陵，位于清东陵风水墙西峰口外的朱华山下；后者为清宣宗公主陵，位于清东陵风水墙东口外的许家峪。两处陵寝内共葬有12人，分别以主要墓主命名。在清东陵西口门外的黄花山下一字排开6座王爷陵，最早的始建于顺治十五年（1658年），均为清圣祖的兄弟或儿子:205-222，这批王爷陵由于地处天津远郊蓟州区境内，已经并不属于清东陵文物管理处的管辖范围内，但在当初建造时该地与清东陵同属马兰口，且地理位置极近，在众多研究文献中通常将这批王爷陵划入清东陵范围，作为清代皇家园寝的研究部分。在马兰峪附近还有清圣祖和清世祖的奶妈子坟，以及一座贞官墓（傅达礼墓）和一座陵宫墓（穆公墓）:224-225。
除了陵区的主要建筑，在部分陵的风水墙外还有清代兵部和礼部的守陵官兵的营房，分别是昭西陵营房、孝陵营房、孝东陵营房、景陵营房、裕陵营房、定陵营房、旧太后陵（菩陀峪定东陵）营房、新太后陵（普祥峪定东陵）营房、惠陵营房，合称九营。每陵的两部营房是分设但连在一起的，兵部营房里均建有关帝庙一座，兵部衙门一座；礼部营房内则有奉祀礼部衙门一座。其他妃园寝的两部营房合为一座。营房集中区和重要机关所在地被称作“镇”，整个陵区内共有三座镇，分别位于马兰关、南新城和马兰峪。而内务府的相关守陵人员则直接住在风水墙内的前圈中，共有八处，分别位于孝陵、孝东陵、景陵、裕陵、定陵、菩陀峪定东陵、普祥峪定东陵、惠陵内。:246-252

## 各陵结构

### 昭西陵
昭西陵位于清东陵陵区最南端，位于主陵区外的昌瑞山主峰之下，是整片清东陵当中地位最尊贵的陵墓:154。该陵于康熙二十六年（1687年）确定陵址，雍正三年（1725年）二月起在原址处的暂安奉殿基础上扩建，并于当年年底完工。其结构有几个显著区别于其他后陵的特征：
1. 陵寝有内外两道围墙，是清陵中的特例[50]，而且前后距离不过十余米[51]；
2. 主要建筑隆恩殿为重檐庑殿顶，这种建筑形式是屋顶等级最高的一种[50]；
3. 昭西陵的陵寝门建在隆恩殿之前，一改以往建在隆恩殿之后的传统做法，而建于隆恩殿之后的三座门又改建成卡子门，位于大殿两侧，此前的孝东陵并没有类似的形制，这种造型也成为后来乾隆帝裕陵妃园寝的建筑蓝本[50]；
4. 昭西陵所在地势平坦，没有前朝和后靠之山，亦没有左右护持之砂山，同时没有沟河桥座的设计，从而无法称之为山陵[50]；
5. 昭西陵建有神道碑亭一座[52]。

昭西陵的地宫外建有宝城，宝城南侧另建方城:198。其主要建筑的排布，从北向南依次为宝顶周环宝城、方城明楼、石五供、隆恩殿、东西庑、东西燎炉、琉璃花门、隆恩门、东西班房、东西朝房；朝房东南方向有神厨库、井亭，神厨库院内有南北神库、神厨和省牲亭；正南方有神道碑亭，碑亭南侧有东西两块下马牌。
截至2013年，昭西陵仅西值房、方城明楼、宝城宝顶保存较为完好，其余地面主要建筑均仅剩残垣断壁或者房基。

### 清孝陵
清孝陵位于主陵区的正中心，筹建于顺治十八年（1661年）至康熙元年（1662年），康熙二年（1663年）正式开工建设，康熙三年（1664年）八月基本完工，康熙七年（1668年）全部完成相关附属建筑的建设。在整体修建过程中，为了获取足量的木料，修造人员拆掉了北海内的明世宗时期修建的清馥殿和锦芳亭。
孝陵共建有石牌坊、下马牌、版房、大红门、风水墙、更衣店、华表、圣德神功碑亭、望柱、石像生、神路桥、下马牌、三路三孔桥、神道碑亭、神厨、神库、省牲亭、朝房、茶膳房、饽饽房、值房、隆恩门、燎炉、隆恩殿、东西配殿、陵寝门、二柱门、台石五供、方城、明楼、宝城、宝顶、地宫等建筑物。
孝陵在清代皇家陵寝中比较特殊，其中所埋葬的清世祖及其两位皇后全部采用的是火葬，所以在地宫中仅留有三个骨灰坛，而且清世祖生前明确表示不要厚葬，加之地宫的防御严密，这使得清孝陵成为在民国时期清东陵唯一一个保存完好的皇陵。

### 孝东陵
孝东陵是清东陵第一座动工修建的皇后陵，也是清代的第一座皇后陵，墓主為順治帝繼后孝惠章皇后。其神道与孝陵的神道相接，陵前建有三孔拱券桥1座，并在该桥的西侧建有2座平便桥。桥北侧有东西朝房各5间，朝房北侧有东西值班房各3间。陵园前建有东西燎炉各1座。陵寝门后是孝东陵的后院，自南向北在后院正中依次是石台五供、方城明楼、宝城、宝顶，宝顶正下方为地宫。陵前左侧建有神厨库，神厨库院内建有5间神厨、南北各5间神库、1座省牲亭。神厨库南侧为井亭。
孝东陵虽然为皇后陵，但其中同时葬有陵内同葬有7个妃，17个格格和4个福晋:24，这些小陵寝排列在陵主宝顶的南侧，其中七位妃子有明确的身份信息和下葬时间，其余的格格和福晋均没有任何记载。而且孝东陵并未建有下马碑，宝顶下没有建造月台，这种形制在清东陵中显得较为特殊。1945年底，被以王绍义为首的当地土匪盗掘一空。

### 清景陵

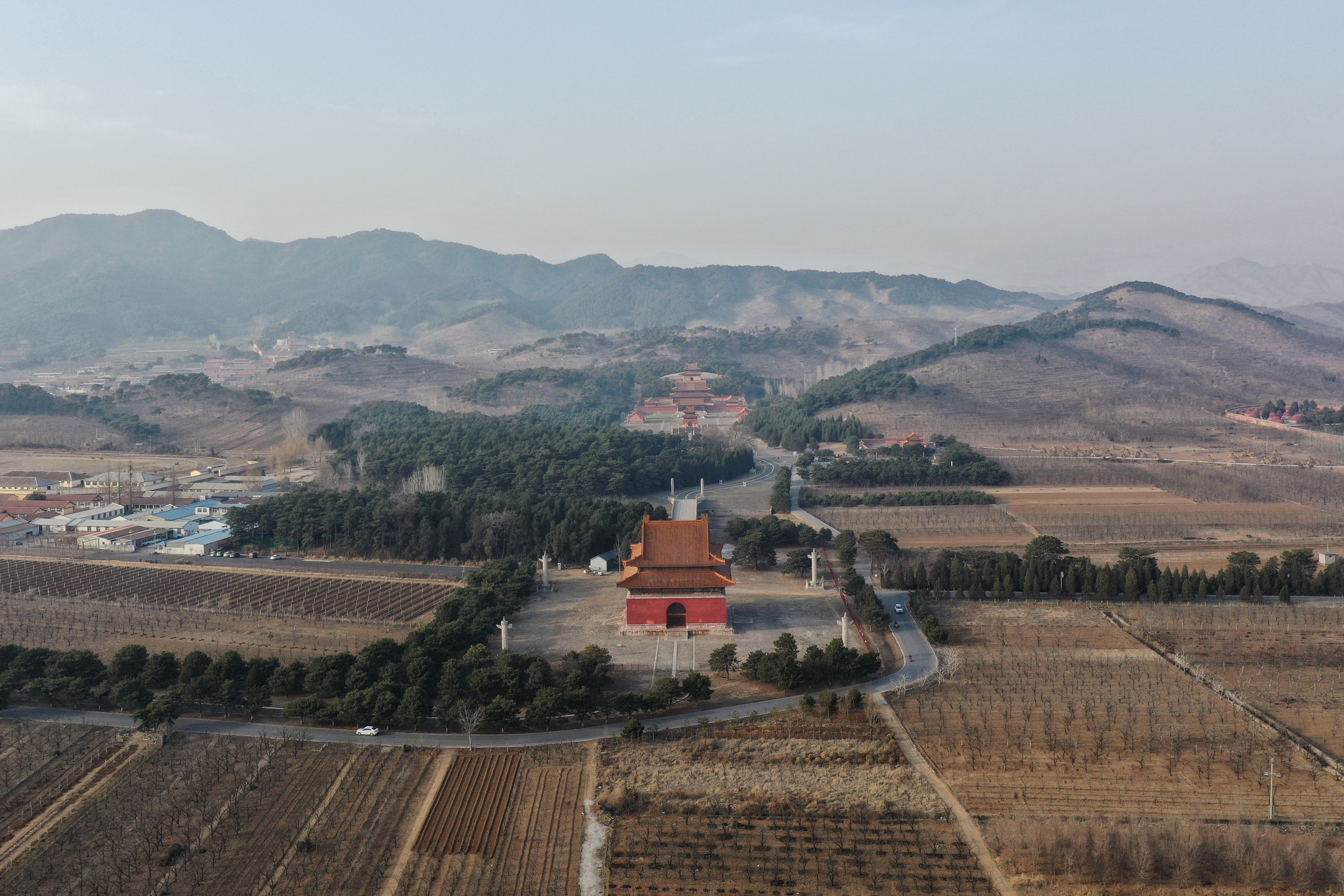
碑亭及其背后的景陵全貌。

景陵是清圣祖的陵寝，位于孝东陵东南一里左右的位置。景陵于康熙十五年（1676年）开始兴建，到康熙二十年（1681年）营建完成。它是清代帝陵当中第一座土葬陵墓，并且是清代第一座先葬入皇后再葬入皇帝的陵墓，同时也是第一座附葬皇贵妃的皇陵。
景陵由南往北主要单体建筑有圣德神功碑亭、五孔桥、望柱、石像生、下马脾、神厨库、牌楼门、神道碑亭、东西朝房、三路三孔拱券桥、东西班房、隆恩门、东西燎炉、东西配殿、隆恩殿、陵寝门、二柱门、石五供、方城、明楼、宝城、宝顶、地宫。地宫内葬六人，分别为圣祖仁皇帝、孝诚仁皇后、孝昭仁皇后、孝懿仁皇后、孝恭仁皇后、敬敏皇贵妃:26。
光绪三十一年（1905年）二月二十日，景陵隆恩殿被大火烧毁，相关事件处理仅花了20天就草草了结，起火原因至今不明，此后得到重新修缮:32。1945年，景陵地宫遭到张尽忠、王绍义等人大规模盗掘，相传有盗墓者在揭开清圣祖棺盖时遭到灼伤。景陵地宫的盗口在之后的七年中一直处于开放状态，直到1952年清东陵成立了文物保管所才重新将地宫封闭起来。1952年，曾于嘉庆十六年（1811年）得到大规模维修的景陵大碑楼，因雷击而完全焚毁:27。1995年到1996年，清东陵文物管理处对景陵的地面建筑进行了一次全面的修缮，使景陵的地面建筑基本上已经恢复历史原貌。

### 清景陵妃园寝
清景陵妃园寝位于景陵东侧，始建于康熙二十年（1681年），一开始被称作妃衙门，直到雍正五年（1727年）才被尊为妃园寝。共有宫门1座，单檐歇山顶，面阔3间，纵深2间。前有马槽沟1道，正中建单孔拱桥1座，东侧石平桥1座，桥北面是用砖铺成的广场。宫门外东西两侧各有5间厢房，东西值班房各3间。在宫门后面的东侧有燎炉1座。正面享殿1座，单檐歇山顶，面阔5间，进深3间。大殿后面是园寝门，中间有门楼，两侧角门是随墙门。园寝门后侧就是埋葬各位妃子的位置，一人一座宝顶，宝顶下是地宫，前后共分成七排，共五十个，其中一个是空的，各宝顶的墓主除了一位阿哥之外，其余全部都是妃嫔。地位较高的排在前面居中，较低下者刻排在后面或两侧。园寝周围建有红墙。除厢房、值班房上盖有红瓦外，其他建筑的屋顶及墙顶全都是绿色的琉璃瓦。具体埋葬情况如下（顺序自东向西）:46：
- 第一排葬2人：马贵人，僖嫔；
- 第二排葬4人：端嫔，定妃，熙嫔，良妃；
- 第三排葬5人：十八阿哥，成妃，襄嫔，宜妃，平妃；
- 第四排葬6人：纯裕勤妃，惠妃，温僖贵妃，顺懿密妃，慧妃，荣妃，宣妃；
- 第五排葬9人：尹贵人，谨嫔，空宝顶，伊贵人，布贵人，新贵人，通嫔，静嫔，色常在；
- 第六排葬11人：文贵人，蓝贵人，常常在，瑞常在，袁贵人，贵常在，徐常在，石常在，常贵人，勒贵人，寿常在；
- 第七排葬11人：尹常在，路常在，妙答应，秀答应，庆答应，灵答应，春答应，晓答应，治答应，牛答应，双答应。

2015年10月，景陵妃园寝遭到盗掘，盗墓者用潜水泵将墓室内的水排干净后盗走了多件陪葬品。该盗窃案在进行时被值班保安发现并及时阻止，被盗文物已经全部追回。

### 清景陵雙妃园寝
清景陵皇雙园寝位于景陵妃园寝东侧，因其内共葬有两名皇贵妃，即悫惠皇贵妃和惇怡皇贵妃。两位皇贵妃生前对清高宗多有照顾，並在乾隆年間先後逝世，清高宗在与大臣商量过后，決議特为二位皇贵妃在景陵附近另辟一处陵园安葬。
整座园寝占地面积约为1431平方米，坐北朝南，是清东陵五座妃园寝当中占地面积最大的一座。园寝后院中建有两座方城，方城上方各建一座单檐歇山顶的明楼，明楼楼顶挂着用满汉两种文字注明的贴金铭牌，东侧的写有“悫惠皇贵妃园寝”字样，西侧的写有“惇怡皇贵妃园寝”字样，每座明楼后各有一座圆形宝顶，宝顶下各有一座地宫。陵园内还建有与帝陵、后陵形制类似，但规模略小的东西配殿，全部是单檐歇山顶，面阔各有5间。在该座陵园前有一块“丹凤朝阳”陛阶石，同时也是妃园寝当中的唯一一块。宫门有3间，用红墙环绕。宫门外的2座朝房面阔5间，单檐硬山顶，同时建有前廊；此外还有东西班房各3间。陵园内有3座园寝门，门外有5间享殿，东侧建有一座燎炉。宫门前方建有一座单孔拱桥，单孔拱桥东西两侧各有一座平便桥。园寝内的明楼、殿宇、墙帽等均为绿琉璃瓦盖顶，宫门外的所有建筑全部都是灰布瓦盖顶:53。

### 清裕陵

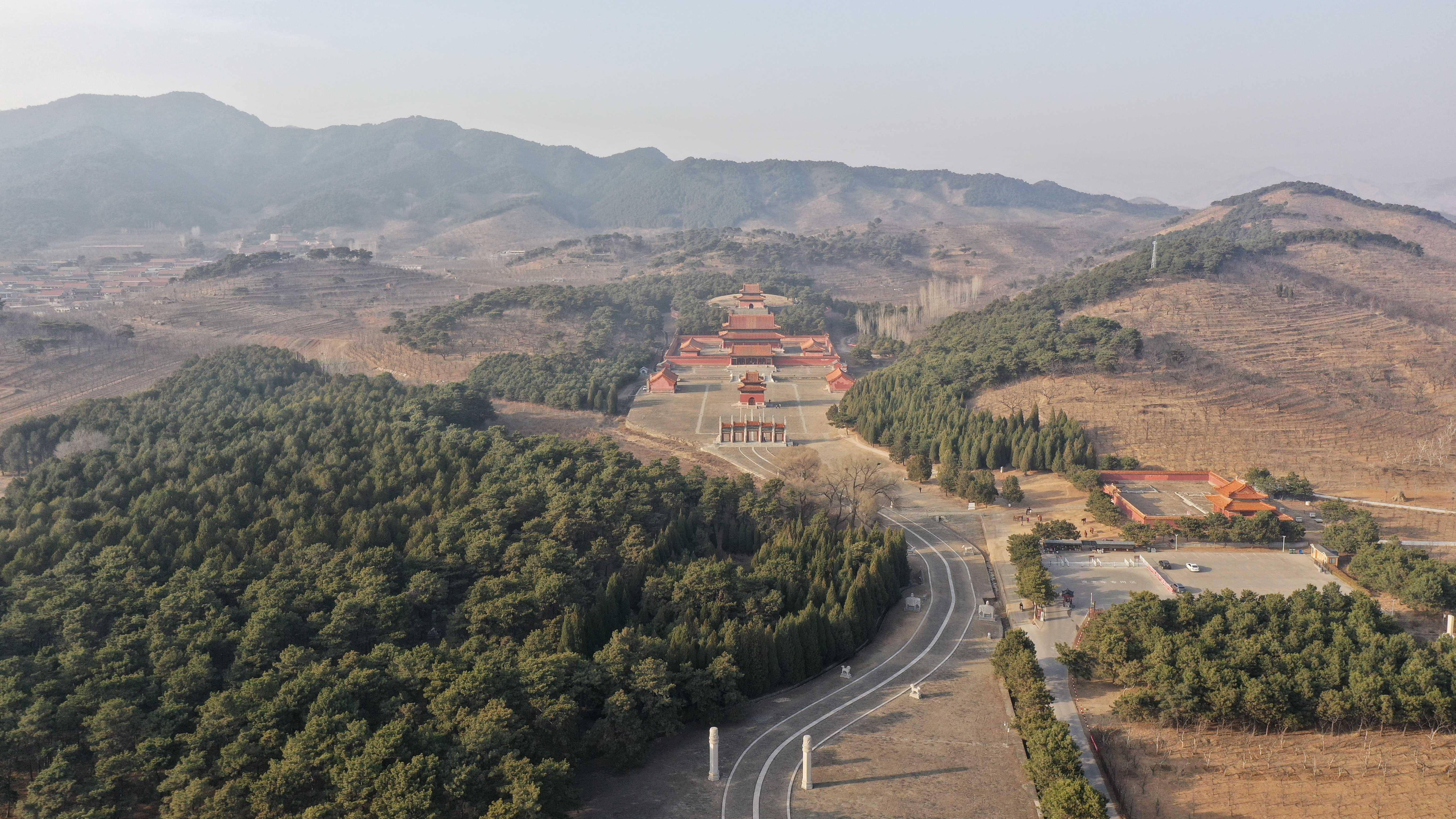
清裕陵地面建筑鸟瞰

裕陵是清高宗的陵寝，位于清东陵陵区内的胜水峪。这座皇陵始建于乾隆八年（1743年），乾隆十七年（1752年）主体工程基本完工，但其最终建成时间由于尚未发现明确记载而一直存有争议。整个陵寝由圣德神功碑亭、五孔桥、石像生、牌楼门、神道碑亭、隆恩门、配殿、隆恩殿、方城、明楼、宝顶以及地宫等主体建筑组成，其神道南端与孝陵相连。
清裕陵内共葬有6人，分别是乾隆皇帝、孝贤纯皇后、孝仪纯皇后、慧贤皇贵妃、哲悯皇贵妃、淑嘉皇贵妃，这也让裕陵成为地宫中埋葬人数最多的清代皇陵:54。1928年，清裕陵地宫被从影壁下凿出盗洞，地宫遭到严重盗掘，尸骨位置被完全扰乱，地宫内的陪葬物品被大量盗掘。

### 清裕陵妃园寝

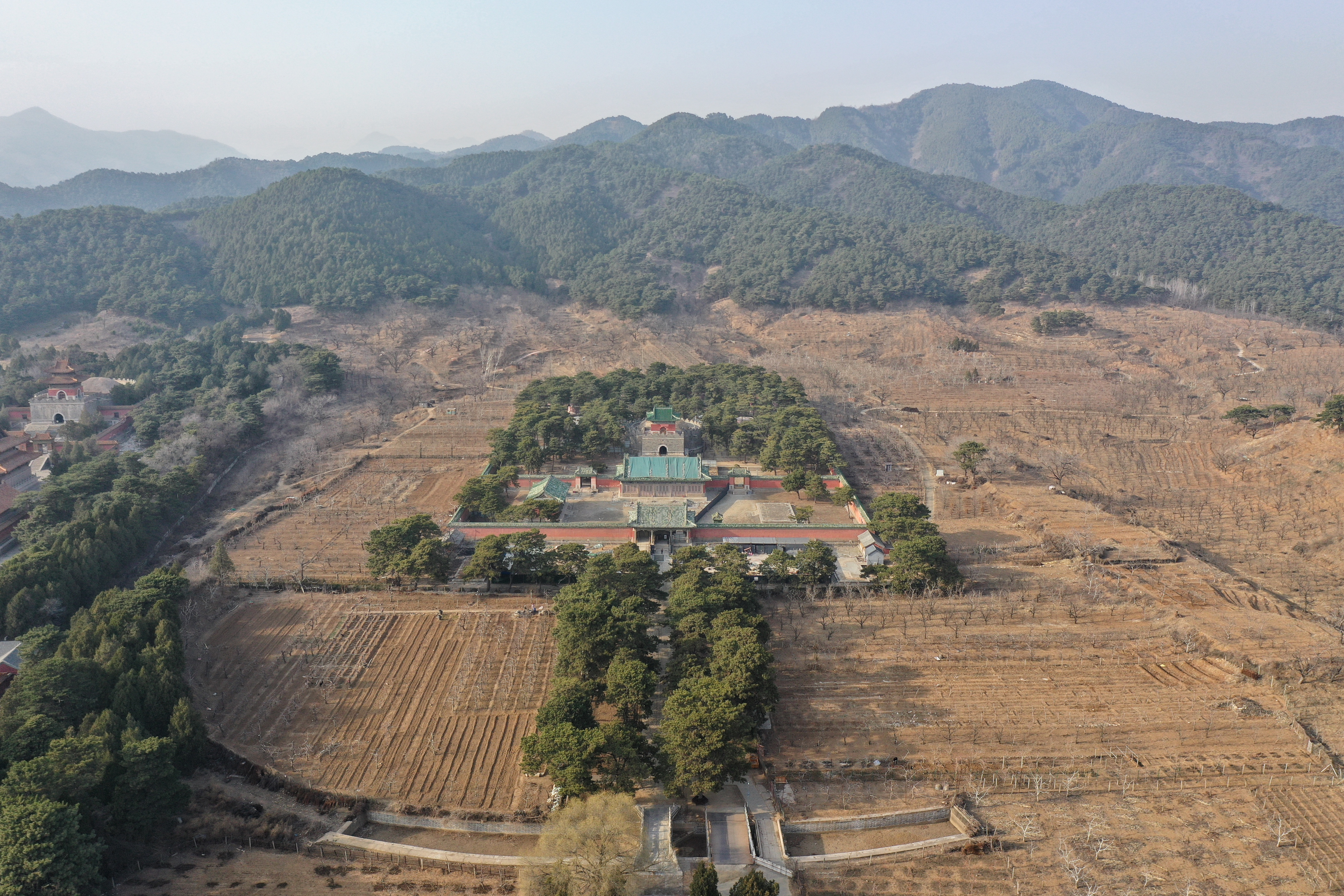
清东陵内的清裕陵妃园寝。

清裕陵妃园寝是清裕陵的妃子陵寝，位于裕陵的西侧，始建于乾隆十年（1745年），此后在乾隆十二年（1747年）至十七年（1752年）经历过一次大修，此时的裕陵妃园寝与其他的妃园寝形制没有任何区别，共有一孔拱券桥一座，东西厢房、东西班房、宫门、左侧燎炉一座，园寝门三座，中门有门楼，两角门为随墙门，园寝门以北建造妃嫔门的宝顶，前后共有5排，共计34座。到乾隆二十五年（1760年）纯惠皇贵妃入葬后花了近三年的时间进行续建，正中间的园寝门和配套的墙被拆除，与享殿直接相连，此外增建了东西配殿、方城、明楼、宝城:71。由于埋葬前后各位入葬的妃嫔的头衔有所变化，导致埋葬的顺序看似混乱。其具体埋葬情况如下（顺序自东向西）:74：
- 第一排葬4人，颖贵妃、明楼（纯惠皇贵妃、輝發那拉皇后）、婉贵妃；
- 第二排葬7人，容妃、豫妃、忻贵妃、庆恭皇贵妃[註 2]、舒妃、愉贵妃[註 3]、循贵妃[註 4]；
- 第三排葬9人，惇妃[註 5]、芳妃[註 6]、恂嫔、慎嫔、仪嫔[註 7]、诚嫔、怡嫔、恭嫔、白贵人；
- 第四排葬11人，金贵人、宁常在、新贵人、福贵人、张常在、秀贵人、揆常在、瑞贵人、慎贵人、武贵人、平常在；
- 第五排葬5人，寿贵人、顺贵人、陆贵人、鄂贵人、晋妃[註 8]。

### 清定陵

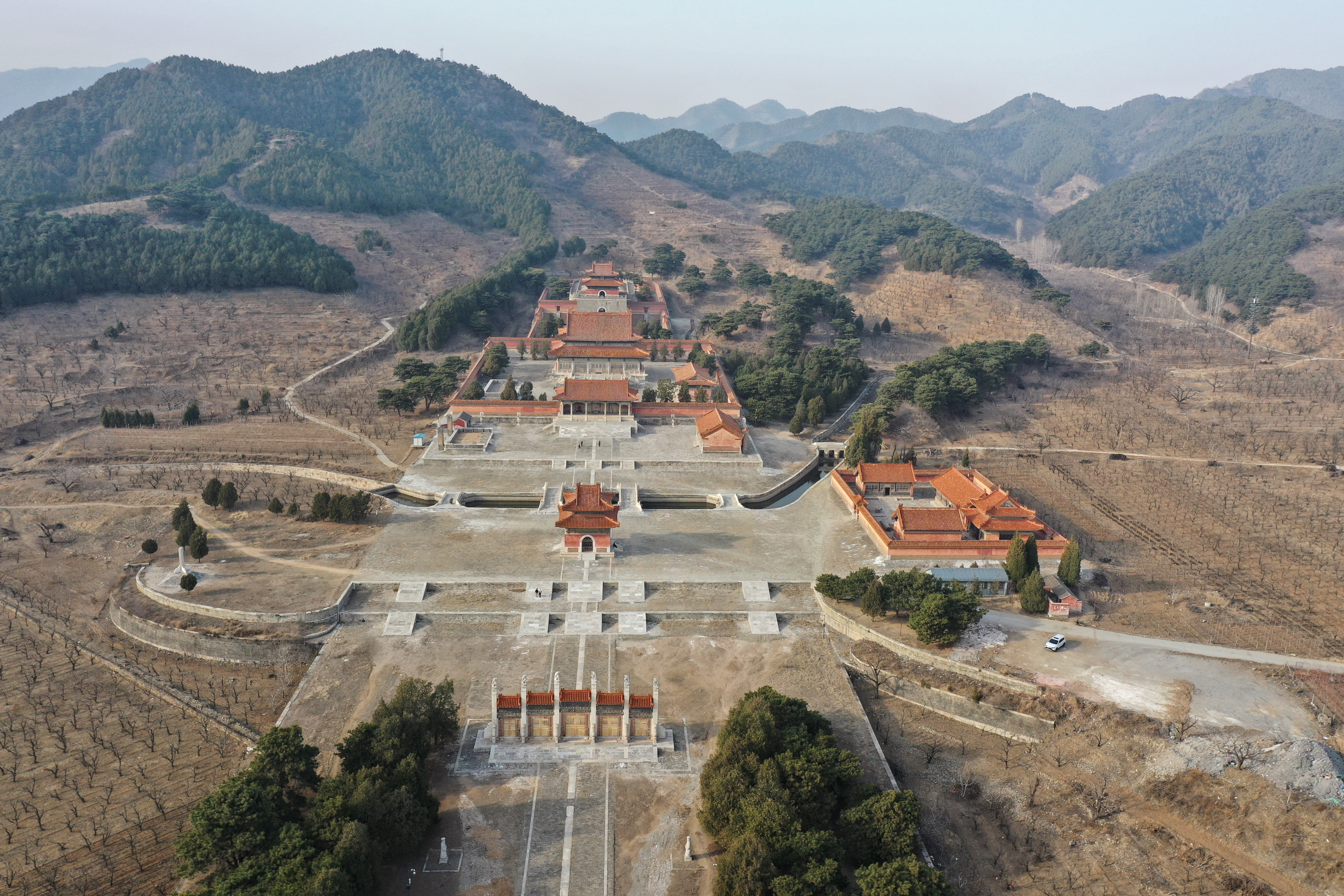
定陵的全貌

清定陵位于清东陵的最西端，是清文宗奕詝的陵寝，共埋葬2人，即清文宗和孝德显皇后。由于先前清宣宗拆除了自己的位于东陵的陵寝而改建到了西陵，破坏了乾隆朝开始的兆葬之制:166，这不仅导致清文宗只能将自己的陵寝从清西陵改至清东陵，在施工中被迫大量使用了清宣宗废陵上拆下来的旧材料:153。这座帝陵的陵址选于咸丰二年（1852年），原定于咸丰八年（1858年）正式动工，但在动工前发现了疑似当地庙宇墙基的建筑物残迹，在仔细核实后对此专门进行了清理，这也让工期延后到第二年才开始:82，并且选派了负责修陵的大臣。但因戊午科场案和辛酉政变的发生，负责修陵的柏葰、载桓、端华先后被杀或自杀，这也让工期大幅度延长，一直到同治五年（1866年）十二月才正式完工，前后共耗时七年半:83。
定陵在建筑规制上具有承上启下的意义，在承袭清朝入关后前五陵的基础上，吸收了一些慕陵的做法，同时做了一定的创新，形成了一种新的陵寝规制，对后世清陵产生了较大影响。整座陵寝与其他的清代帝陵类似，但效仿慕陵做法裁减了神功圣德碑和二柱门，同时后院变窄，地宫内不雕刻经文佛像。在此基础上，定陵又做了如下创新：取消隆恩殿两侧与后面的石栏杆、增加了方城前月台和礓䃰两侧的石栏杆。自北向南，定陵共建有九券四门地宫，宝城，方城，明楼，树池，马槽沟，隆恩殿，东西配殿，隆恩门，三路三孔拱券桥一座，便桥两座，神道碑亭一座，牌楼门一座，大门楼一座:152。
1928年，孙殿英所部曾经对定陵尝试盗掘，但在向地宫方向挖掘数米后停止，具体原因不明。1945年9月，当地盗墓惯犯王绍义等一伙土匪，利用自制的“拐钉钥匙”和炸药，花了数天进入定陵地宫，劈开咸丰皇帝和其皇后萨克达氏的棺椁，将随葬品盗掠一空。

### 普祥峪定东陵

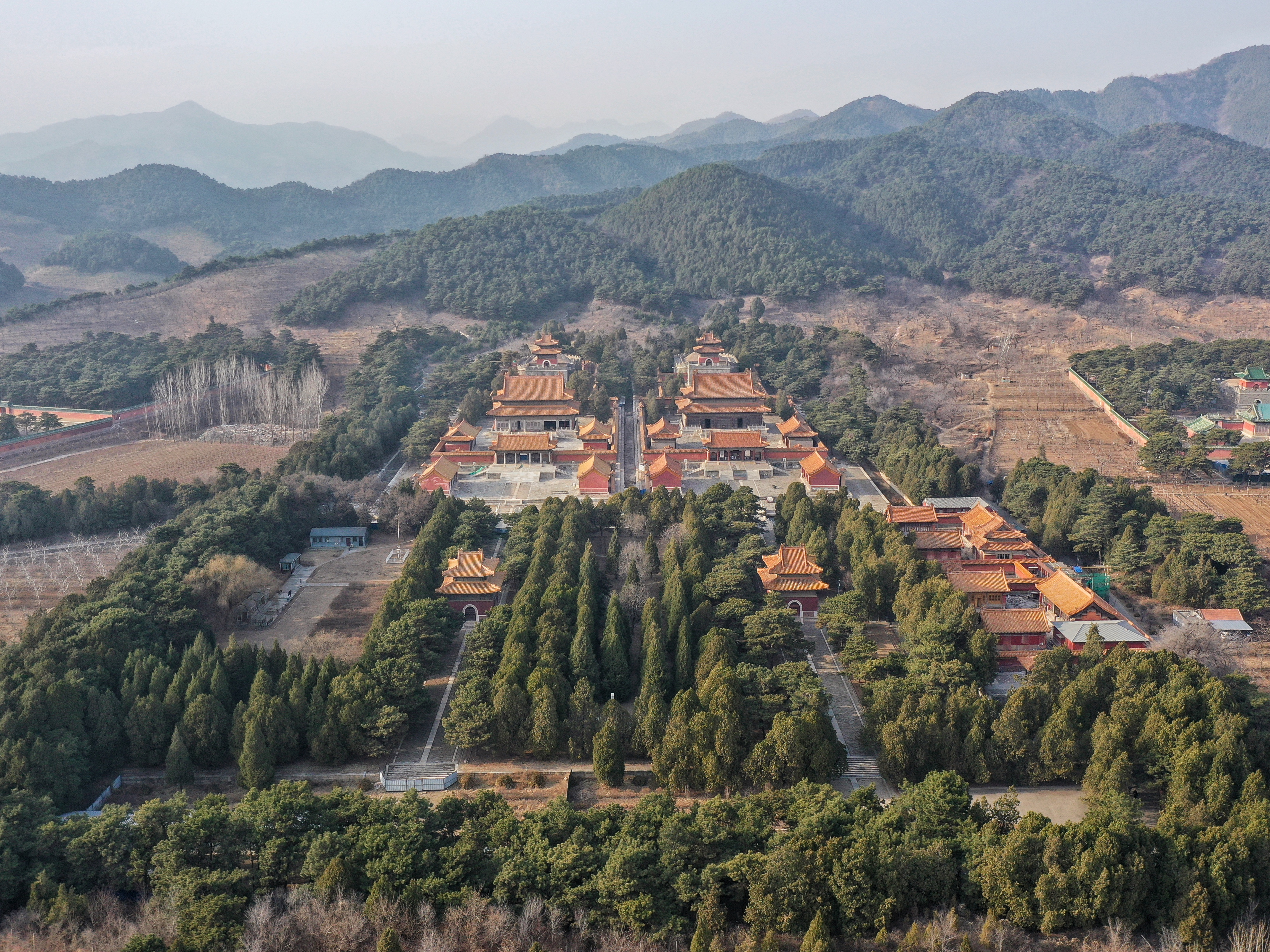
普祥峪定东陵（左）和菩陀峪定东陵（右）

普祥峪定东陵是东太后慈安，即孝贞显皇后的陵寝，该陵寝位于定陵妃园寝的东侧，是清文宗的两座皇后陵寝当中的一座。该陵寝于同治十二年（1873年）三月正式定址决定修造，光绪五年（1879年）竣工:89，共耗资二百六十六万五千余两白银。陵墓的神道接于定陵神道上，建筑面积2265平方米，主要建筑为神道碑亭、神厨库、三孔神路桥、东西朝房、隆恩门、隆恩殿、东西配殿、明楼、方城、宝城、宝顶、地宫等主要建筑。陵墓的整体形制与昭西陵相近，与昭西陵不同的是仅有一道围墙，并且兴建了神道碑亭一座，三孔神路桥一座:158。1945年底，被以王绍义为首的当地土匪盗掘一空。

### 菩陀峪定东陵

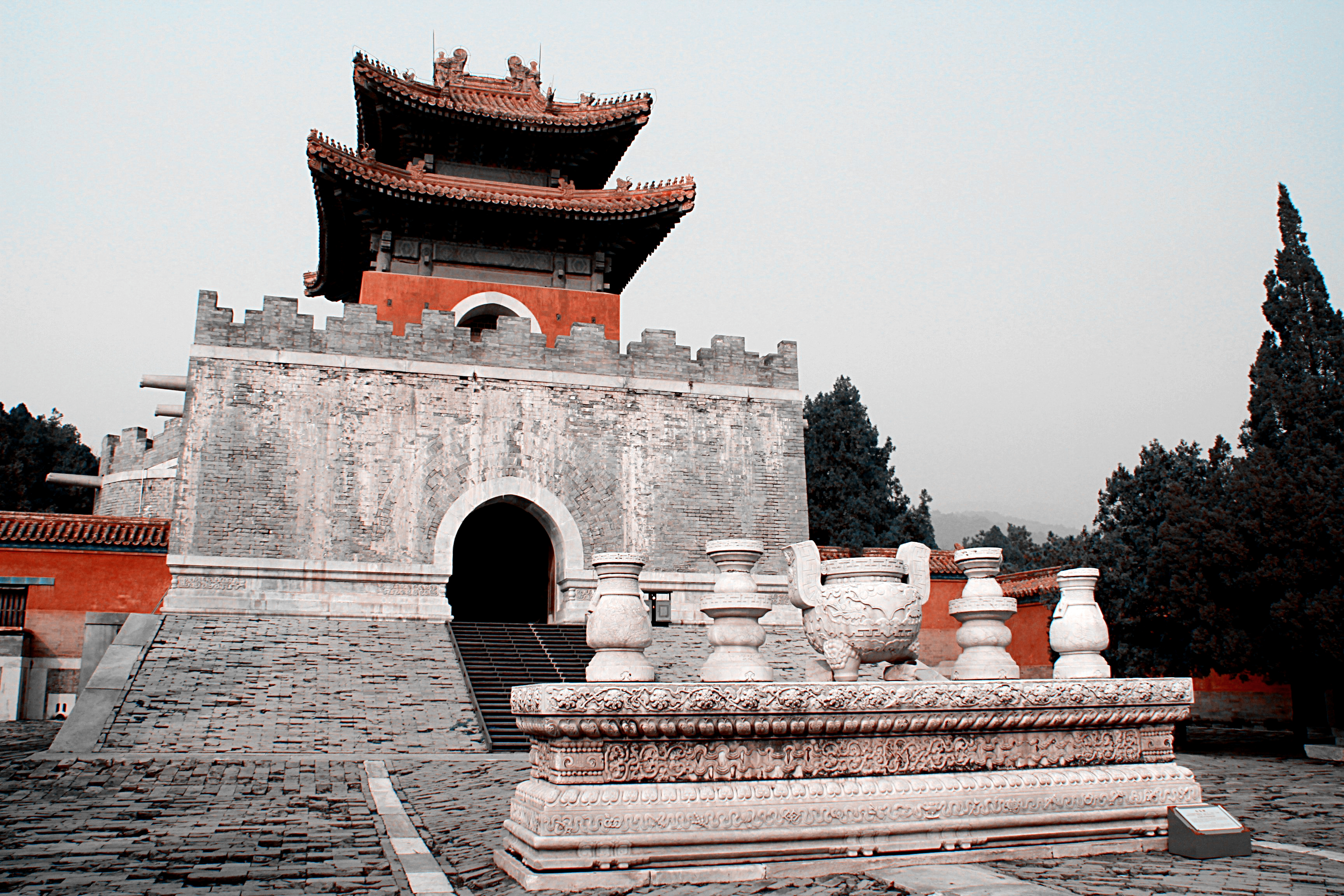
菩陀峪定东陵明楼

菩陀峪定东陵是西太后慈禧，即孝钦显皇后的陵寝，该陵寝位于普祥峪定东陵的东侧，是清文宗的另一座皇后陵寝，通常与普祥峪定东陵合称为定东陵，而且初期建造时间和完工时间均与普祥峪定东陵相同:90，共用白银227万两。光绪二十一年（1895年），慈禧以“年久失修”为由对菩陀峪定东陵进行大规模重建，重建工程历时十三年之久，重建之后的陵墓已经远远超过了其他皇后陵规制。在重建的开销上，仅贴金就耗用黄金4592两1钱4分3毫。光绪二十一年（1895年）至二十五年（1899年）就拨银150万两，其他时间的耗资因缺少资料而无法统计。整座陵墓的隆恩殿和东西配殿用黄花梨构制，殿内彩画贴金，仅金龙就有2400余条；殿内的墙壁上镶嵌有30块大小不等的雕花砖壁，共计237平米；隆恩殿内有64根贴金柱，是清代其他帝后陵的十多倍。其他的形制与普祥峪定东陵类似，但也有较为豪华的改造:91。
1928年，孙殿英率部对菩陀峪定东陵进行了大规模的盗掘，地宫被炸药炸开，慈禧的棺椁被开掘，整座地宫内的陪葬物品几乎被洗劫一空，隆恩殿内的金龙也被全部撬走，甚至传出了慈禧的尸体没有腐烂的传言，不过孙殿英并不承认这种说法。这次盗掘也导致地宫大范围进水，当年7月，载泽前往菩陀峪定东陵，抽空积水，并重新关闭地宫。

### 清定陵妃园寝

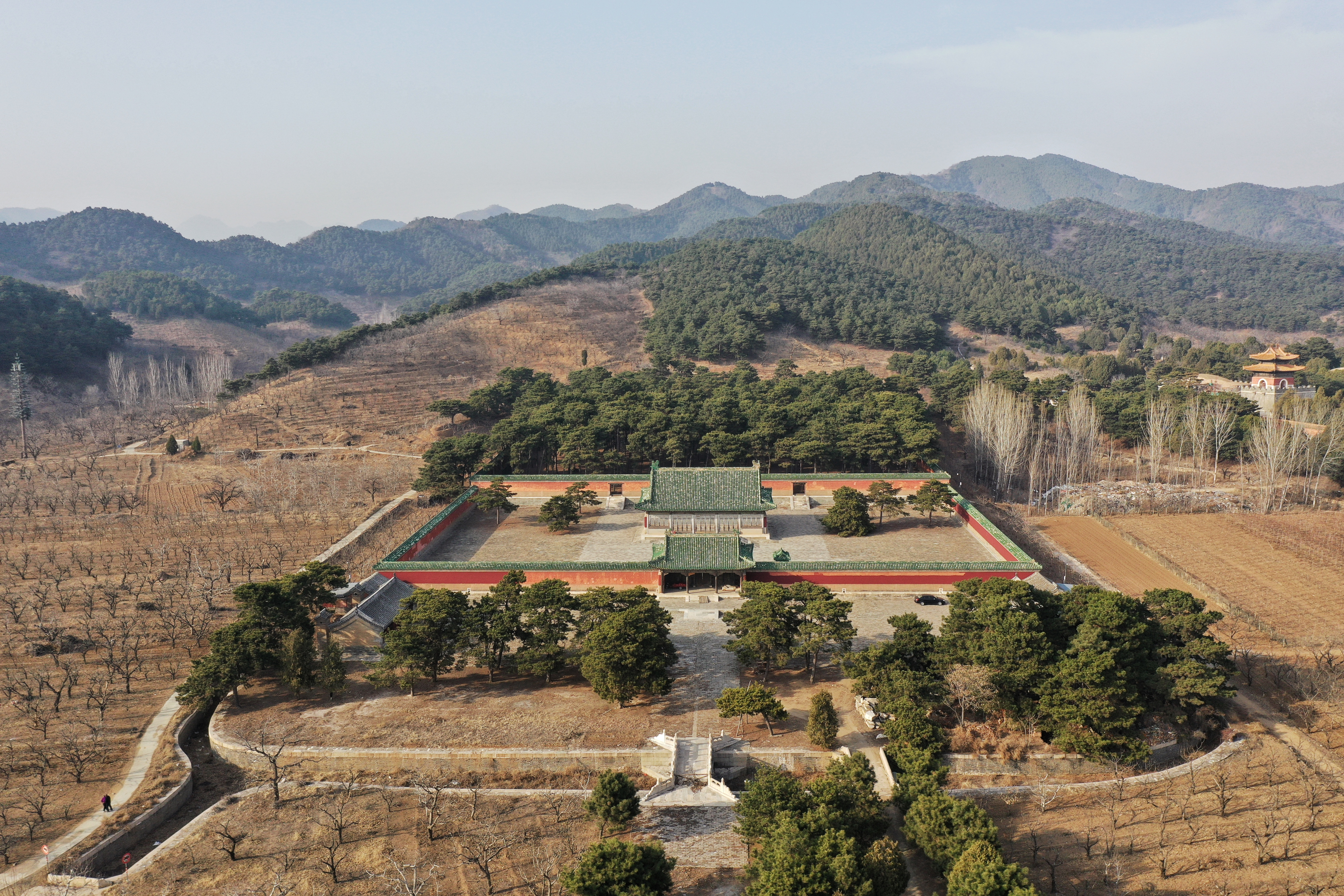
定陵妃园寝航拍图。

清定陵妃园寝位于定陵东侧，普祥峪定东陵西侧，是定陵的附属妃园寝，于同治四年（1865年）建成，最后一位于宣统二年（1910年）下葬:174。共埋葬有十五位妃嫔，前后分为三排，前排5座，中排6座，后排4座:95，其余形制与景陵妃园寝大体相同，没有方城、园城、明楼，有享殿无配殿，东侧设有燎炉，整座陵园用红墙环绕，陵园内建筑所有瓦全部采用绿瓦，宫门外设有两间班房，东西厢房各两间，均为布瓦顶:174。在整座陵寝的修建中，可以有效预防地宫积水的排水系统在妃园寝当中是首次出现。其具体埋葬情况如下（顺序自东向西）:174：
- 第一排葬5人：玫贵妃、婉贵妃、庄静皇贵妃、端恪皇贵妃、云嫔；
- 第二排葬6人：吉妃、璹妃、璷妃、容嫔、玉嫔、僖妃；
- 第三排葬4人：瑃常在，庆妃、鑫常在、玶常在。

### 清惠陵
惠陵是清穆宗载淳的陵寝，位于景陵东南方向约4公里的位置，是清东陵陵区内位置最靠东的一座陵寝。惠陵是清东陵当中最后建造的一座帝陵，也是规模最小的一座帝陵，同时也是建材最为坚硬的一座陵寝。整座陵寝于光绪元年（1875年）8月开始修建，到光绪四年（1878年）9月建成，但清穆宗直到光绪五年（1879年）才和自己的皇后孝哲毅皇后葬入陵寝。
整座陵寝原本按照定陵的规模修建，但在慈安和慈禧要求惠陵不建圣德神功碑楼、不建二柱门、不建石像生和通往孝陵的神道，因此在惠陵内仅仅建有牌楼门南的一对围有栏板的石望柱。其全部建筑自南向北依次为：五孔桥、望柱、牌楼门、神道碑亭、神厨库、三路三孔拱券桥、朝房、班房、隆恩门、燎炉、配殿、隆恩殿、陵寝门、石五供、方城、明楼、宝顶、宝城和地宫。
1945年底，清惠陵遭张尽忠、王绍义等人大规模盗掘。根据当事人的回忆，遭到盗掘的惠陵地宫内，清穆宗和孝哲毅皇后的尸骸均所剩无几，所穿衣物遭到严重毁坏。

### 清惠陵妃园寝
清惠陵妃园寝是惠陵的配套妃园寝，位于惠陵西侧，于光绪四年（1878年）建成，共计花费了约517775两白银。该陵园原计划按照景陵双妃园寝的规制建造，但后来改为按照定陵妃园寝的规制建造。建筑自南向北依次是一空拱券桥一座和三孔平桥一座，东西厢房，东西值班房，进入围墙后是第一进院，共有焚帛炉一座，后有享殿一座，然后是园寝门一扇；园寝门后是第二进院，共有四座宝顶，分两排，第一排1座，第二排3座，分属四位皇贵妃，这也让清惠陵成为埋葬皇贵妃最多的陵寝:105。其具体埋葬情况如下（顺序自东向西）:106：
- 第一排1位：淑慎皇贵妃；
- 第二排3位：恭肃皇贵妃[註 9]、献哲皇贵妃[註 10]、荣惠皇贵妃[註 11]。

### 清高宗太子陵
清高宗太子陵，也称端慧皇太子园寝，位于清东陵陵园西侧，天津市蓟州区境内的朱华山下，名义上是清高宗册立的首位皇太子，即端慧皇太子永琏的陵墓。该陵寝是清东陵，乃至所有清代皇家陵寝当中唯一一座太子陵。该陵寝于乾隆三年（1738年）正式开始兴建，乾隆亲自下令要求所有修造过程中相关的所有程序全部依照皇太子的级别来办，并派大臣选择陵址。整座陵寝占地27389平方米，耗费白银168235两，金378.992两，自乾隆八年（1743年）二月始建，至乾隆九年（1744年）十月基本竣工。整座陵寝自北向南依次为：园内建有石券2座，砖券1座，三券并列，上方盖土，被当地人称作笔架山。东南角建有1座天落池，3座园寝门，5间享殿，东西配殿各5间，东西燎炉各1座；大门3间，门外东西厢房各3间，东厢房后有神厨库和井亭，西厢房南侧为值班房:158。陵园内安葬情况如下：
- 中间石券葬1人，为端慧皇太子（葬于中间石券）；
- 西侧石券葬3人，分别是悼敏皇子永琮、九阿哥（因早夭而未命名，葬于悼敏皇子左侧）、十阿哥（因早夭而未命名，葬于悼敏皇子右侧）；
- 东侧砖券葬3人，十三阿哥永璟（因早夭而未定谥，葬于右侧砖券）、十四阿哥永璐（因早夭而未定谥，葬于右侧砖券，位于十三阿哥左侧）、十六阿哥（因早夭而未命名，葬于右侧砖券，位于十三阿哥右侧）；
- 天落池内葬1人，为八公主（因早夭而未命名，葬于天落池中）[2]:159-160。

### 清宣宗公主陵
清宣宗公主陵，也称为端悯固伦公主园寝，是清东陵内唯一的一座公主园寝，名义上是属于清宣宗的长女端悯固伦公主的陵寝。该园寝坐落于山脚下，地势较为平坦，园寝后一座有类似丘陵的土山，在园寝内建有1排共4座宝顶，3扇宫门，宫门和宝顶之间建有3间享堂，1条砖铺神路连接宝顶和享堂。此外园寝内还建有3间茶饭房，园寝外尾有近240米围墙。4座宝顶自东向西依次葬有清宣宗的皇三子慧質郡王奕继、皇二子順和郡王奕纲、端悯固伦公主、皇二女（因早夭未命名）:189。
该园寝曾多次被盗，最早一次于道光十六年（1836年）七月十九日，进入民国后也也遭到多次盗毁，加之年久失修，在二十世纪五十年代初，整座陵园已经损毁严重，享堂出现多次塌方:190-191。

### 荣亲王园寝
荣亲王园寝是清世祖的第四个儿子的陵寝，位于定陵西北，与天津蓟县的丈烟台相毗邻。荣亲王生于顺治十四年（1657年），出生三个多月即夭折，尚未来得及取名，但因其是清世祖与孝献皇后的唯一一个儿子，清世祖在其死后两个月将其追封为和硕荣亲王，并为其建立陵寝，当年一月开工，耗时四月建成，当年八月十七日，荣亲王葬入陵寝，但在下葬时的时辰被搞错，当时就有办事官员因此被处斩，此后该事件也成为了汤若望案的“罪证”之一:164-165。
整座陵园建有地宫、宝顶（外观与土丘相同，尚不清楚是风化而成还是原本如此）、园寝门、享殿、宫门，用围墙环绕，上盖绿色琉璃瓦。宫门外建有值班房和东西厢房，没有碑亭。该陵寝于1949年前遭到盗掘，具体日期不详。后来考古队员在地宫中发现了该园寝的墓志铭:165-166。

### 理密亲王园寝
理密亲王园寝是清圣祖的废太子允礽的陵寝，位于荣亲王园寝西侧约500米的位置。该陵寝的建造时间以及理密亲王的入葬时间均无具体史料记载，仅大致估算其下葬时间应在雍正二年（1724年）之后。陵寝内共葬有2人，即理密亲王及其妃子石氏。地宫、宝顶、园寝门、享殿、宫门、值班房、厢房、碑亭，用红墙环绕，上盖绿色琉璃瓦:166，现已完全损毁，原因不明:213。

### 裕宪亲王园寝
裕宪亲王园寝是清世祖的第二个儿子福全的陵寝，位于理密亲王园寝西侧。该陵寝始建于康熙四十二年（1703年），因裕宪亲王生前与清圣祖关系很好，清圣祖亲自选派人员为裕宪亲王营造陵寝，并于康熙四十四年（1705年）建成。整座园寝原与理密亲王园寝规格相同，但在1995年之后，该园寝主要建筑仅原碑亭内的石碑保存较为完好，原享殿遗址前还剩余一块丹陛石，其余全部损毁，具体损毁原因不详:167。

### 纯靖亲王园寝
纯靖亲王园寝是清世祖的第七个儿子隆禧的陵寝，位于裕宪亲王园寝西侧。该陵寝始建时间不详，仅可知纯靖亲王于康熙十八年（1679年）去世，康熙二十年（1681年）四月初二下葬:167。原来的园寝规制不详，现陵寝遗址被当年守灵人的后人所建的民房覆盖，民房的结构中大量出现了疑似原园寝所用的汉白玉石，疑民国之后整座园寝经盗掘损毁之后被挪作它用。在民房之间还剩余一座原园寝的汉白玉功德碑，其余地面建筑全部消失。据当地百姓描述，该园寝地宫曾经遭到盗掘，地宫在洞开之后里面露出3口棺材，据学者推测有可能为纯靖亲王本人，以及他的福晋和侧福晋:167。

### 直郡王园寝
直郡王园寝是清圣祖的长子允禔的陵寝，位于纯靖亲王园寝西侧。直郡王曾经参与到陷害理密亲王的活动中，导致理密亲王太子最终被废，这次活动也使直郡王自己的爵位被剥夺，并最终致使直郡王的陵寝在规格整体上只相当于贝子的规制。该陵寝整体占地面积仅有几十平方米，并全部用布瓦覆盖:168。该陵寝的兴建时间不详，由于整体已经被夷平导致具体规制不详，仅可确认没有碑亭，其余所有建筑仅剩地宫的石门，具体拆毁时间不详:218。该园寝的地宫曾被盗掘，其地宫于二十世纪六十年代被当做防空洞使用，墓内遗骨悉数散落到墓内墓外，最终被守陵人的后人重新收集并简单埋葬。

### 恂勤郡王园寝
恂勤郡王园寝是清圣祖的第十四子允禵的陵寝，位于直郡王园寝西侧。墓内葬有2人，即恂勤郡王及其第二子弘明。园寝的建造时间不详，具体形制不详，现仅余两座功德碑:220，分别记载两位墓主人的生前事迹，碑上据资料照片曾建有碑亭:170。其余建筑在民国时期全部被毁，地宫也被盗掘一空。

### 奉圣夫人园寝
奉圣夫人园寝，坐落于马兰峪河东村的东南角，是清世祖的乳母奉圣夫人朴氏和她的丈夫乳父二等哈达哈哈番恭襄哈喇的园寝:174，园寝坐东朝西，地宫上建有圆丘形宝顶，宝顶前建有石祭台1座，祭台两侧共有7道祭文碑，祭台前有1座享堂，1扇大门，并建有2座碑，乳父碑为顺治十二年（1655年）建立，而乳母碑于康熙二十一年（1682年）立。根据乳父碑的建立时间可知该园寝的建成时间不晚于顺治十二年（1655年）:223。现存宝顶、祭文碑（已残）、石祭台和乳父碑、乳母碑，具体规制不详。:175

### 佑圣夫人园寝
佑圣夫人园寝，坐落在马兰峪东北的九泉山下，葬有清世祖的乳母佑圣夫人李嘉氏和他的丈夫乳公二等阿达哈哈番加三级良僖满笃理。陵寝坐东朝西，规制与奉圣夫人园寝大致相同，园寝外同样建有2座碑，其中乳公碑建于康熙十八年（1679年），乳母碑建于康熙六十一年（1722年）:223。园寝损毁严重，现仅存半座宝顶，其余地面建筑全部损毁:175。

### 佐圣夫人园寝
佐圣夫人园寝，坐落于马兰峪仓房东:223，是佐圣夫人叶黑勒氏的园寝，但由于墓地建筑已经全部损毁，仅存一块无法辨认字迹的石碑，并且该石碑已被当地村民挪作他用。墓葬的规制以及全部墓主人的确切身份全部无从考证:175。

### 保圣夫人园寝
保圣夫人园寝，位于马兰峪河东村，墓中葬有清圣祖的保姆保圣夫人瓜尔佳氏和她的丈夫乳公图克善:175。原园寝的规制与佑圣夫人园寝相同，现仅存一座宝顶和一座石祭台，以及乳公碑和乳母碑，乳父碑建于康熙四十一年（1702年），乳母碑立于康熙四十年（1701年）:224。

### 贞官墓
贞官墓，即傅达礼墓，位于马兰峪东仓房东侧，端悯固伦公主园寝附近，因其为清世祖殉死而被称作贞官。为表彰他，清政府特地于康熙二年（1663年）在其墓前树立了一块石碑，上书8行汉字7行满文。该墓具体规制不详，地面上仅存这块碑:225。

### 穆公墓
穆公墓，即陵官墓，位于端悯固伦公主园寝的西墙外，埋葬着驻防孝陵掌关防郎中拖沙喇哈番加一级穆公，具体姓名不详。整座墓葬现仅存一座于康熙六年（1667年）十二月立的碑:225。

## 陵寝机构
作为皇家陵寝，在清代统治期间，清东陵有自己的陵寝内务府、奉祀礼部、陵寝工部和駐防旗營，并且还建有王公府邸，他们在整座陵寝的正常维护和祭祀礼仪中分别承担不同的职责。

### 王公府
东陵的王公府邸供受派任守護東陵大臣的宗室王公住宿，位于马兰峪，始建于雍正二年（1724年），并于雍正三年竣工（1725年）。王府和公府均由清世宗亲自下令建造，并选定了驻守陵区的官员分配，并且当年即选派恂勤郡王前去看守。建成时共有王府一座，内有40间房，外围建有90间房；王府后建有两座公府，每座均有大小房屋20间，外围房屋若干间。通常被选派来的最高级别的王侯都是贝子和公爵，最高为贝勒。截止至1985年，王公府仍有部分建筑遗存。

### 陵寝内务府
东陵陵寝内务府，全程“东陵总管内务府衙门”，也称内关防、内务府、内府。这个机构于康熙二年（1663年）设立，是朝廷内务府的下属机构，最高长官被称作“东陵总管内务府大臣”，头衔为文臣正二品。雍正元年（1723年）到乾隆三十七年（1772年）期间，这一职务一直都是朝廷直接指派，乾隆三十八年（1773年）及以后则由马兰镇总兵兼任。东陵各个帝后陵都设有级别较低的内务府，最高长官为郎中（文职正五品），副长官为员外郎（文职正五品），第三级别为主事，以上三个官衔每个帝后陵各设一名（除昭西陵）。以下设有尚膳正（武职正四品）、尚膳副，尚茶正（武职正四品）、尚茶副，正内管领（文职正五品）、副内管领，笔帖式，领催等官职:201，其具体官员均居住在陵区内的圈中。
该机构的主要职责是：到礼部库支领、送还祭祀陵寝所用的金银器皿；置办祭祀陵寝用的各类贡品和奶茶；管理数目；开闭宫门和隆恩殿门；陵寝的地面保洁和灯火照明；神牌的请放；摆放桌张，陈列祭品，递送奶茶:202。

### 奉祀礼部
清东陵的各个陵寝都设有奉祀礼部，在光绪年间，孝陵礼部的最高长官为掌关防郎中，其他各陵寝最高长官为郎中，通常为一名；副长官为员外郎，通常为2名（孝东陵和普祥峪定东陵不设这两个职位）。此外，各陵寝还有读祝官2人，赞礼郎4人，执事人役（如牛吏、挤奶人等）130人左右，各类匠人、屠户和扫院人等，帝后陵每陵约120人，妃园寝约40~50人。总人数约1600人，每个园寝的礼部人员与驻守对应园寝的兵部官兵所住房屋相邻:202。
礼部主要负责的事务有：生产和供应祭祀所用的面糖酒果畜等，主持祭礼、监礼、赞礼、读祝文、焚化祝版、制帛、纸綶；清理陵园内的杂草，清扫地面，管理金银器皿库。

### 陵寢駐防八旗
陵寝駐防兵全部由八旗兵组成，这些兵员在陵寝周围昼夜巡逻，并会参与到清东陵的祭祀活动当中。皇帝陵兵部设总管1人，翼长2人，章京16人，骁骑校2人，领催4人，披甲人76人，养育兵8人，共约110人。皇后陵兵部设章京16人，晓骑校2人，领催4人，披甲人（即年满16岁的八旗壮兵丁）76人，养育兵8人，共约100人。妃园寝兵部司员人数为皇后陵的一半，约50人。东陵兵部共有八旗兵1200多人。这些兵员会在祭祀活动的准备阶段布置场地，并且掌管礼部金银器皿库的外门钥匙:202。这些官兵主要居住在陵区内的营房中，分别以皇陵或后陵命名，负责守卫对应陵寝的官兵居住在对应名称的营房当中，妃园寝不单独设立营房，而居住在相应的皇陵营房中。部分官兵有可能因为巡逻任务而居住在位于园寝或皇陵院内的兵部值班房中。现在马兰峪东南方向尚存5座营房，即裕陵营房、惠陵营房、定陵营房、菩陀峪定东陵营房和普祥峪定东陵营房，已成为当地百姓的居住地。

### 陵寝工部
陵寝工部位于石门镇，又被称为石门工部。这个机构主要负责陵寝的日常保养，以及制作祭祀时所使用的金银器皿、清明节祭祀时所使用的佛堂花、行敷土礼时的土筐和净土，以及三色纸、五色纸和金银綶子，还有祭祀物品在活动中的摆放:202-203。工部设郎中1名，员外郎4名，书吏2名，下设13个类别的工匠：即锡匠、镍子匠、木匠、瓦匠、石匠、油匠、裱匠、搭材匠、桶匠、裁缝匠、打纸匠、铁匠、锯匠。每新增建一座陵寝，则增加一组工匠共计40人。

## 祭祀礼仪

### 谒陵
谒陵是清代皇族较为常见的一种祭祀方式，时间安排上的随机性比较大，通常会在巡边、前往避暑山庄的时候，或者将其他待葬妃子皇后等送往陵寝时对其他皇陵进行拜谒，也有直接前往拜谒的情况。皇帝可以选择亲自拜谒，也可以选派王公大臣代为拜谒，谒陵次数的多少通常和皇帝的在位时间的长短直接相关:203。在光绪年间的时候，皇帝谒陵的路线为：由孝庄文皇后的昭西陵开始，随后依次是孝陵、孝东陵、景陵、裕陵、定陵、普祥峪定东陵、惠陵。
谒陵的过程需要有祭祀礼部事先预定。皇帝谒陵时，首先在隆福寺行宫穿青长袍褂。当接近准备拜谒的陵寝时，随行的贝勒以下宗室、大臣、侍卫、三品以上官员，在未至下马牌处下马步行；亲、郡王在下马牌处下马步行；皇帝则在到达碑亭之前降舆并恸哭，在前导大臣引导下从东门进入隆恩门，绕隆恩殿东侧，经陵寝门左门至明楼前，王公大臣在陵寝门外按序排列。司拜褥百将拜褥在石祭台南铺好，皇帝行三跪九拜礼，然后起立，面向西侧站立。内务府官员摆放好奠几、酒爵后退下，皇帝再跪并奠酒三爵，每奠一爵行一拜礼，完成后面向西方痛哭举哀，陵寝门外之王公大臣也要同时行礼举哀。上述仪式结束之后，两名前引大臣引导皇帝从原路退至陵外．在原来降舆的地方升舆，王公大臣跟随其后离开陵寝。接下来拜其他陵寝的时候仪式相同:204。

### 敷土
敷土礼是一种专门在清明节举行的祭礼，多由朝廷派遣的承祭官主持、执行，皇帝亲自参与，其形式主要为陵寝中皇帝、皇后、妃嫔等人的宝顶要添加净土。康熙初年议准，行敷土礼时，各陵上土13担；乾隆二年（1737年），为使宝顶少遭践踏，改为各陵每年皆增土一担。
皇帝行敷土礼，石门工部预先于前一天，专门预备洁净的“客土”（陵区外面的土）盛于两只小筐之内，贮放在陵寝罗圈墙外，以备使用。届时，皇帝乘舆到隆恩门外，在更衣幄次内更换缟素。随行的王公大臣等，身着素服，冠去缨纬。随后，礼部堂官奏请皇帝行敷土礼。皇帝在前引大臣的引导下，从隆恩门东门进入，经陵寝门东门来到明楼下，其他大臣等在陵寝外列队等候。帮扶添土大臣随皇帝至方城前。陵寝内务府官员奉上黄布护履（鞋套）。皇帝及随行人员穿好护履之后，从东蹬道上宝城。陵寝内务府大臣已提前将土筐担至宝顶东石栅栏门外。在皇帝抵达该地点后就将土并为一筐，跪捧给帮扶添土大臣，让该大臣将筐捧送到宝顶上，再跪献给皇帝（皇帝在此时有可能直接走上宝顶，也有可能跪着匍匐至宝顶上）。皇帝跪接，双手举过头顶，将土添于宝顶上，完毕后把筐交于帮扶大臣。下来后，皇帝脱掉护履，在前引大臣引导下从原路离开陵寝:205。
在清代，皇帝初丧的二十七个月内，即三周年内，嗣皇帝一般行敷土礼一次。但清仁宗曾以自己早年被秘立为皇太子，即位后皇父（乾隆皇帝）又训政三年，分别于嘉庆五年（1800年）、六年（1801年）、十四年（1809年）、二十四年（1819年）到裕陵行敷土礼，用来显示自己对于父亲清高宗的怀念和重视。

### 大祭
大祭礼是清东陵的主要祭祀活动，主要祭祀帝陵和后陵。这一活动最早自康熙二年（1663年）开始，每年的清明节、七月十五、冬至及年底都要举行大祭，雍正十三年（1735年）十月十三日，清高宗将各位皇帝皇后的忌辰也选为大祭日期。其余的每月初一和十五都会举行小祭:207。
大祭礼通常由太常寺奏请派王公致祭，有时皇帝会亲自主持。大祭前一天，陵寝内务府官员带领内务府的领催、差役人等，连同陵寝兵部和祭祀礼部的官员一同布置祭祀会场，打开隆恩殿门，将内部打扫完毕，放雨搭，由祭祀礼部用龙亭把祝版和制帛抬到东配殿内摆放好:207。
大祭当天五鼓过后，内务府人员将隆恩门打开，在东配殿前支起凉棚，打扫月台，并将隆恩殿打开。香灯拜唐阿把殿内的十二盏“满堂红”悬灯点起，并清除殿内灰尘。礼部官同屠户将牲匣抬进隆恩殿，在牲匣内摆放好太牢。内务府官员开启神龛，掌关防郎中等行礼。随后，各司员进茶桌供奶茶；进膳桌供膳品，其中有配有清酱和面酱的蕨菜蘑菇等野菜，山葡萄、奶子干等野果子，以及野鸡、野黑牛等野畜和野禽，羊肉、鹿肉、牛肉等常见肉食，以及65盘饽饽，包括鹅蛋、鸭蛋、鸡蛋、奶皮、炸高丽饽饽等；进果桌设果品，包括有苹果、黄梨等本地水果，也有荔枝、龙眼等南方水果；递香盒、点蜡烛、供爵垫；礼部官员还要请祝版，制帛；香灯拜唐阿点燃月台鼎式炉内的檀香。接着，礼部监礼司官一员会同内务府官．在大殿暖阁内，行一跪三叩头礼。将皇帝、皇后神牌请出，安放于宝座之上，再一跪三叩。准备完毕后，请承祭人出来主持祭礼。祭祀完毕后，陵寝内务府连同祭祀礼部和陵寝兵部一同将隆恩殿锁好:207。

## 出土文物

### 被盗文物
清东陵在初建至清亡期间保存完好，除清孝陵之外每一座帝后陵均有大量随葬文物的相关记载。但在1928年前后和1945年至1949年期间，清东陵遭到了多次盗掘，除清孝陵外清东陵内的所有帝后陵全部遭到盗掘，棺椁被扰动，文物被盗掘或就地损毁。除了史料记载之外，在互联网上流传着多种所谓清东陵内的宝藏清单，但其中大多数均被证伪或含有夸张成分。当年被軍閥孙殿英实际盗走的文物当中，大多数的宝物不知所踪，已经被公布出的用作行贿的文物如下：
- 戴笠：乾隆颈项上一串朝珠中最大的两颗朱红色珠子；
- 宋子文：一只大“翡翠西瓜[註 12]”，孙殿英托戴笠送给了宋子文（一说送宋美龄）；
- 宋美龄：慈禧口中含的一颗夜明珠、一包珍珠，孙殿英托戴笠带给宋美龄；
- 蒋介石：乾隆陵中盗出的一把九龙宝剑。孙殿英托戴笠送给蒋介石（一种说法是何应钦）未遂，后在戴笠坠机事件中焚毁；
- 徐源泉：慈禧头顶的翡翠荷叶，还有一尊金佛、一尊红宝石佛、一包珍珠；
- 商震：慈禧陵中一只青皮黄瓤翡翠甜瓜；
- 阎锡山：慈禧陵中纯金寿星佛、翡翠桃等；乾隆戴在手上几十年的玉扳指，及裕陵中盗出的象牙、乾隆珊瑚雕制文玩等；
- 孔祥熙：朝鞋上宝石两串、慈禧陵中一颗翡翠白菜、一包珍珠；
- 王仲廉：抗日战争胜利后，孙殿英遂以巨额黄金和所盗出宝物贿送王仲廉以求军职；
- 朱绶光：若干，明细不详。

1945年之后发生的各类盗掘案件，盗窃出的文物包括黄金、小金塔（已断裂）、金凤凰饰物等，这些文物部分被收缴，但最终保管地点不得而知；其余的文物流落民间，下落不明:141。

### 考古发掘
1975年至1983年，中华人民共和国政府组织对已经被盗的裕陵地宫，菩陀峪定东陵，容妃地宫和纯惠皇贵妃的地宫进行保护性发掘，期间考古队员清理出了大批个体较小的文物或文物碎片，以玉器，饰品和衣物残片居多。这些文物现全部在清东陵文物管理处文物库房内保存，其余陵寝的考古工作尚未开展。

## 近代研究及保护
1952年，中华人民共和国政府建立了清东陵文物保管所。1961年，清东陵被国务院颁布为第一批全国重点文物保护单位。1984年清东陵文物保管所更名为清东陵文物管理处。该管理处的管辖范围曾历经多次变化，成立之初曾经管辖天津蓟县境内的6座王爷园寝，1958年这六座园寝划归天津蓟县文物管理部门管辖，1963年划回，1966年再次划出至今:170。1999年9月24日，清东陵文物管理处通过制定第一版《清东陵保护管理办法》正式确定了清东陵的保护范围，6座王爷园寝并不在范围之内。
1992年，清东陵文物管理处编制了《清东陵总体规划》，并于1996年获得相关部门批准。该规划实施后，重划了清东陵的保护范围和建设控制地带，收回农村借耕的文物土地和山场，逐步恢复神道仪树带和砂山行树，为保护神道移改过境交通道路，动迁严重影响文物景观的机关、企事业单位和部分农村居民，将古建筑周围百米范围内的各种线路落埋地下，并大范围培育陵区内的国有森林，一定程度上重现了当年的历史景观。
在开放的地宫当中，裕陵地宫于1975年6月整理，1977年年底整理完成，1978年1月29日对外开放；菩陀峪定东陵地宫于1979年2月17日开始清理，当年4月18日正式对外开放；裕陵妃园寝容妃地宫于1979年10月被发现因盗洞处发生坍塌而严重积水，当地文物部门随即对其进行抢救性发掘，安装照明设施并修葺入口后对外开放；纯惠皇贵妃的地宫于1981年开始清理，1983年5月1日对外开放。
2000年，联合国教科文组织将明显陵、清东陵、清西陵作为明清皇家陵寝列入世界遗产名录。此后明清皇家陵寝的范围经过多次扩充，并最终将明十三陵、清昭陵、清永陵、清福陵一并列入。2011年，清东陵文物管理处制定了新的《清东陵保护管理办法》，对原有管理办法当中的部分信息进行了完善。新的办法获得了河北省人民代表大会的批准，于2012年1月1日正式施行。2014年12月，清东陵文物管理处对清东陵展开了自1840年以来最大的修缮工程，具体涉及到了文物本体维修、文物安全防范、消防工程、防雷工程、可移动文物保护工程、古树名木保护工程和展览展示工程等方面，其中仅文物修缮部分预计耗资就已达5亿元人民币。整个工程于2015年年内完工。2015年10月，清东陵所在的唐山清东陵景区被国家旅游局列为5A级旅游景区。
2012年，法国国家科学研究中心的东亚文明研究所承办的裕陵地宫的研究与保护座谈会于巴黎举行，清东陵文物管理处部分人员作为中方代表应邀出席。2014年11月，东方文化遗址保存维护国际研讨会在天津大学建筑学院举行，会内讨论了关于清东陵的保护和研究的相关学术问题。